# Manfred Groh

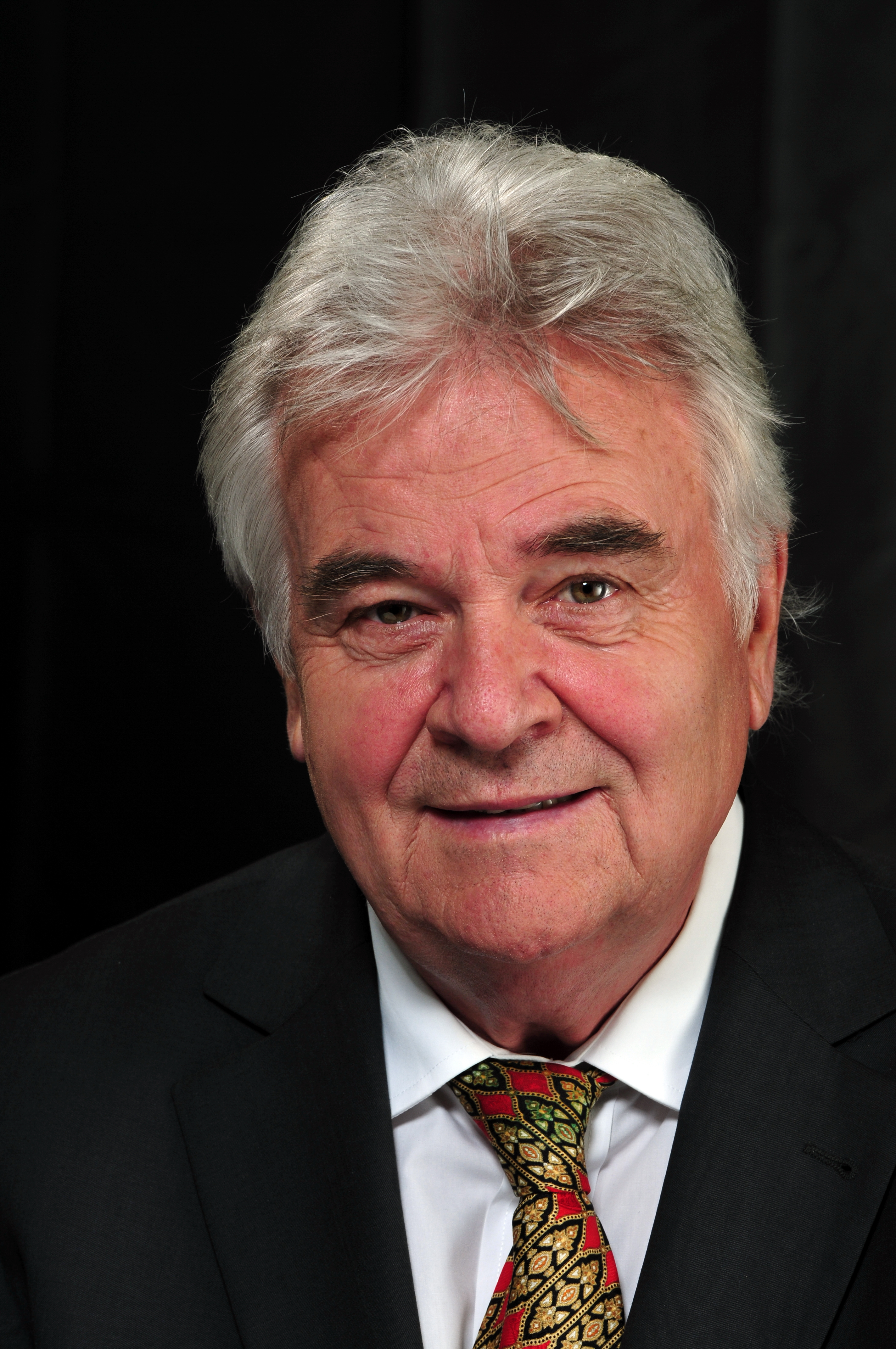
Manfred Groh 2013

Manfred Groh (* 23. Dezember 1948 in Karlsruhe) ist ein deutscher Politiker der CDU.

## Leben und Beruf
Nach der mittleren Reife absolvierte Groh eine Ausbildung für den Verwaltungsdienst beim Land Baden-Württemberg. 1970 erlangte er den Abschluss eines Diplom-Finanzwirts (FH). Anschließend war bei verschiedenen Landesbehörden tätig. Von 1994 bis 2000 war er Prokurist bei der landeseigenen Parkraumgesellschaft.

## Politische Tätigkeit
1999 wurde Manfred Groh in den Gemeinderat von Karlsruhe gewählt, dem er ein Jahr angehörte. Ebenfalls seit 1999 ist er im Vorstand der CDU Karlsruhe und war Mitglied der Verbandsversammlung des Regionalverbands Mittlerer Oberrhein. Dort war er seit 2005 Vorsitzender der CDU-Fraktion. Von 2000 bis 2006 war er Bürgermeister für Wirtschaft und Finanzen der Stadt Karlsruhe. 2006 und 2011 wurde Groh in den Landtag von Baden-Württemberg gewählt und schied zum 30. September 2014 aus dem Landtag aus. Für ihn rückte Bettina Meier-Augenstein in den Landtag nach. Er vertrat ein Direktmandat im Wahlkreis Karlsruhe I.

## Familie und Privates
Manfred Groh ist römisch-katholisch. Er ist seit 1971 verheiratet und hat eine Tochter.